# Chiesa di Santa Maria Assunta al Serro
La chiesa di Santa Maria Assunta al Serro è un edificio religioso del quartiere genovese di San Quirico, nella val Polcevera. La sua comunità parrocchiale fa parte del vicariato di Bolzaneto dell'arcidiocesi di Genova.

## Storia e descrizione
L'opera di edificazione fu avviata il 1º novembre del 1951 con la benedizione della prima pietra da parte dell'arcivescovo di Genova Giuseppe Siri; egli stesso compì la solenne consacrazione il 23 aprile del 1960. In realtà la prima pietra era stata posta nel 1951 dall'allora arcivescovo Siri non sulla sponda sinistra del Polcevera, dove oggi sorge la chiesa, ma sulla sponda destra, esattamente di fronte, nella località Ca' di Sette, dove già esisteva una modesta cappella che dipendeva dalla parrocchia di San Biagio.
Poi quell'area fu occupata dalla raffineria ERG, di conseguenza la cappella provvisoria fu demolita e la chiesa venne edificata di fronte, sulla sponda opposta del torrente. Fu eretta in parrocchia con decreto arcivescovile del 2 aprile 1961, in vigore dal 21 maggio.
La chiesa ha una struttura portante in calcestruzzo armato con tamponamenti in mattoni pieni a vista sia sulla facciata principale che su quelle laterali, tranne una fascia con intonaco civile sopra alla porta d'ingresso in cui è evidenziata una grande croce. Internamente è ad aula unica con abside semicircolare e una grande cupola con rivestimento in lastre di rame. All'interno si trova una Via Crucis dello scultore siciliano Francesco Messina (1900-1995).